# TGV Duplex

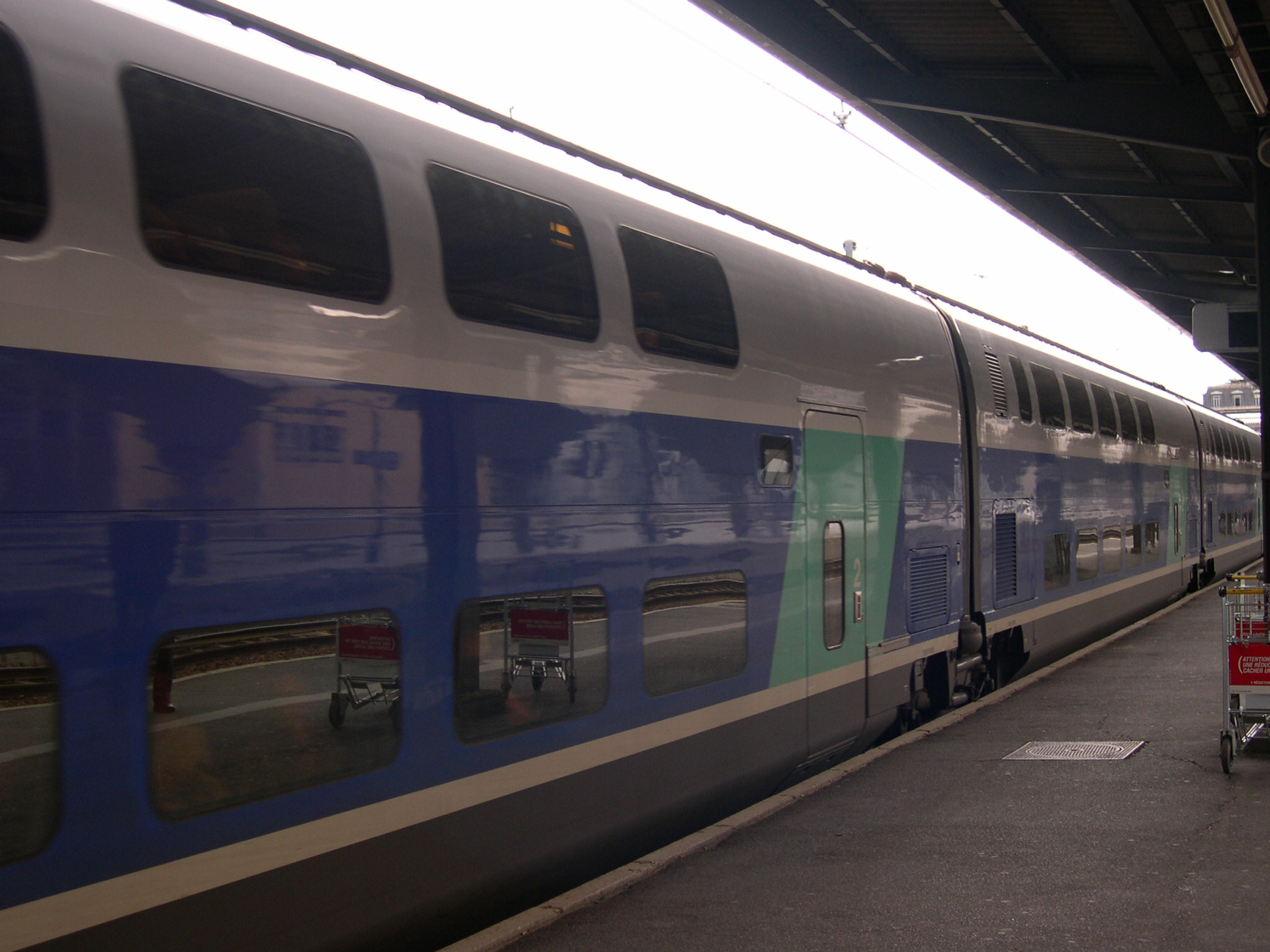
A kétszintes TGV Duplexben 45%-kal több ülőhely van

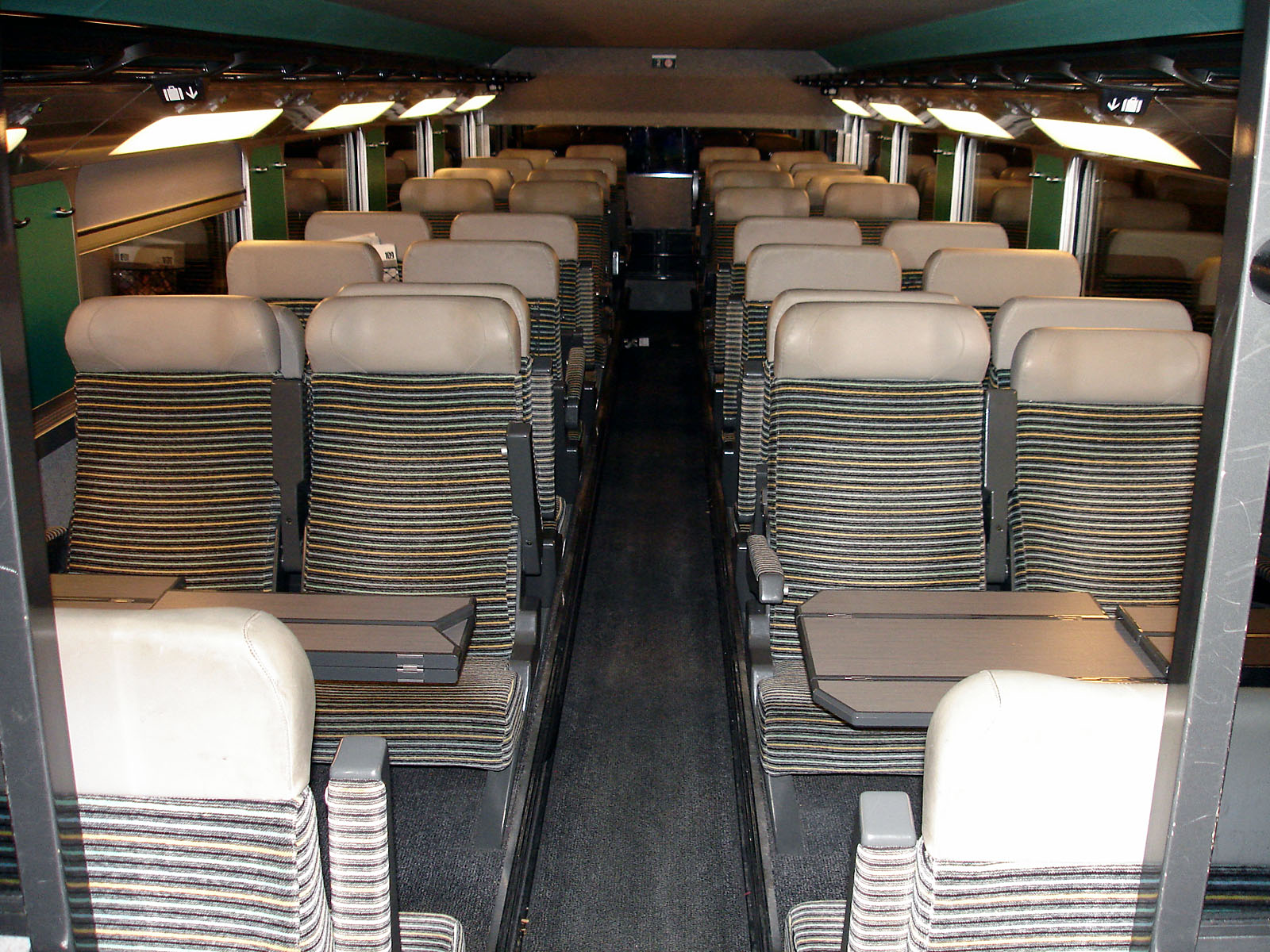
Másodosztály

Az SNCF TGV Duplex a nagysebességű TGV villamos motorvonatok 2 szintes, emeletes változata, ami kb. 45%-kal több utast képes szállítani, mint az egyszintes TGV motorvonatok. Erre a LGV Sud-Est vonal Párizs és Lyon közötti szakaszán lett szükség, mert a vonal telítetté vált. Nem lehetett a vonatsűrűséget növelni, de további szállítókapacitásra volt igény.

## Miért lett emeletes?
Amikor egy nagysebességű sorozat eléri a telítettség határát, a kapacitás növelésére több lehetőség is van. Talán a legegyszerűbb útnak a vonatok térközének (távolság a vonatok  között) csökkentése jelenti. Ezt egyre összetettebb jelzőrendszerekkel és nagyerejű fékekkel lehet megvalósítani (fékút csökkentés). Ám ezeket a legfontosabb fővonalakon már alkalmazták (a térközöket 3 percre csökkentették néhány TGV szerelvény között).
A TGV Sud-Est vonalon Párizs és Lyon között van a legforgalmasabb nagysebességű szakasza, 1981-es megnyitása óta gyorsan elérte a kapacitása felső határát. Ennek a problémának az enyhítésére csatolva kellett futtatni több szerelvényt, de még ez sem nyújtott elég kapacitást. A csatolás hátránya, hogy nagyon hosszú peronokat igényel az állomáson. Ha már nem lehet hosszabbá vagy szélesebbé tenni egy vonatot, akkor az egyetlen út, hogy magasabb legyen. További bővítési lehetőség, hogy a Duplexeket is lehet csatolva közlekedtetni.

## Újítások
A Duplex nemcsak emeletes, több ponton is eltér a hagyományos vonatoktól:
- Alumínium kocsitest – a TGV vonalon a maximális tengelyterhelés csak 17 tonna, emiatt a járművek tömege szűk határok közt mozoghat. Ezért alkalmaztak alumíniumot, amivel jelentős tömegcsökkentést értek el. A német Intercity Express szerelvények közt is van alumínium szerkezetű.
- Javított formatervezés és aerodinamika – a hajtófej orrát és a betétkocsik közti rést javították olyannyira, hogy egy Duplex vonat 300 kilométeres utazósebességnél csak 4 százalékkal fogyaszt többet, mint egy hagyományos TGV. Az orr az első jelentős változás az eredeti tervekhez képest; az új hajtófejet Roger Tallon ipari tervező tervezte.
- Merevítések – a  merevítések egy ütközés esetén maximális biztonságot adnak. A merevítések 500 tonnás terhelést képesek elviselni.
- Aktív áramszedő – a Faiveley CX a Duplexen egy pneumatikusan működtetett aktív ellenőrző rendszert használ. Az áramszedő automatikusan állítódik a sebességtől függően.
- Tárcsafékek – a korábbi TGV szerelvények (az Eurostar szerelvényeket is beleértve) csak a nem hajtott tengelyeken használtak tárcsafékeket. A Duplex esetében közvetlenül a géppel hajtott tengelyek kerekein találhatóak a tárcsafékek. Ez nem nagyon csökkenti a fékutat, de jelentősen csökkenti a zajt.
- Csendes tetőventilátorok – a hűtőventilátorok a TGV hajtófejében okozzák a legtöbb hallható hangot (hangos zümmögést), amikor a vonat állomáson áll. A Duplexben a tetőventilátorokat újratervezték, ezáltal jóval halkabbak lettek.

## További emeletes szerelvények
- Sinkanszen E1: Japán kétszintes motorvonat
- Sinkanszen E4: a legújabb kétszintes motorvonat Japánban
- TGV 2N2 - a Duplex továbbfejlesztett változata

## Összehasonlítás a TGV Duplex és aTGV Sud-Estközött
|             | teljesítmény / tömeg arány (kW/tonna} | tömeg/ülőhely (tonna) | teljesítmény/ülőhely (kW) |
| ----------- | ------------------------------------- | --------------------- | ------------------------- |
| TGV Sud-Est | 17                                    | 1,10                  | 18,34                     |
| TGV Duplex  | 23                                    | 0,7                   | 16,15                     |